# Roter Wendehalsfrosch
Der Rote Wendehalsfrosch (Phrynomantis microps) ist eine Amphibienart aus der Familie der Engmaulfrösche (Microhylidae). Sie kommt in ganz Westafrika vor.

## Merkmale
Es handelt sich um mittelgroße Frösche mit einem länglichen Körperbau, was vor allem auf einen langen Hals zurückzuführen ist. Das ermöglicht dem Roten Wendehalsfrosch im Gegensatz zu den meisten anderen Froscharten, seinen Kopf seitlich hin und her zu bewegen. Der Rücken ist rot gefärbt, die Flanken und die Gliedmaßen sind schwarz, manchmal mit roten Flecken.
Die Männchen erreichen eine Länge von 37–47,3 Millimetern, die Weibchen von 41–62,4 Millimetern. Männchen mit einer Kopf-Rumpf-Länge von 38–44 Millimetern haben ein Gewicht von 3,5–6,3 Gramm.

## Verbreitung und Gefährdung
Das Verbreitungsgebiet des Roten Wendehalsfroschs reicht in Westafrika vom Senegal bis in die Demokratische Republik Kongo. Nachgewiesene Vorkommen gibt es in Benin, Burkina Faso, Kamerun, der Zentralafrikanischen Republik, der Republik Kongo, der Demokratischen Republik Kongo, der Elfenbeinküste, Gambia, Ghana, Mali, Nigeria, dem Senegal, Sierra Leone und Togo.  Aus Äquatorialguinea, Guinea-Bissau, Niger, Tschad  und dem Südsudan gibt es zwar keine gesicherten Berichte, es wird jedoch angenommen, dass die Art auch in diesen Ländern vorkommt. Daher steht den Fröschen ein riesiges Verbreitungsgebiet mit einer Reihe geeigneter Habitate zur Verfügung, was zu der Annahme führt, dass die Gesamtzahl der Populationen und Individuen hoch ist. Die IUCN schätzt daher die Art als nicht gefährdet (least concern) ein.

## Systematik
Die Art wurde 1875 von dem deutschen Naturforscher Wilhelm Peters beschrieben. Sie ist die Typusart der Gattung Phrynomantis.